# کوانتوم خون (فیلم)
کوانتوم خون (انگلیسی: Blood Quantum) فیلم ترسناک کانادایی، تولید سال ۲۰۱۹ است که فیلمنامه‌نویس، کارگردان و تدوین گر آن جف بارنابی، و بازیگران اصلی این فیلم مایکل گری‌آیس، ال-مایا تایلفدرز، فارست گودلاک، کیووا گوردون، برندون اوکس، الیویا اسکریون، دوری جیکوبز و گری فارمر هستند.